# 陳石中
陳 石中（チン・ソクチュン、朝鮮語: 진석중、1923年7月29日 - 1960年7月13日または1961年7月20日）は、日本統治時代の朝鮮の公務員、大韓民国の実業家、政治家。第3代慶尚南道議会議長、第4代韓国国会議員。本貫は驪陽陳氏。

## 経歴
日本統治時代の慶尚南道の巨済島（現・巨済市東部面）出身。巨済公立普通学校、密陽農蚕学校卒。卒業後は統営郡山林係に配属され、7年後に地方技手に昇進した。光復後は公務員を辞め、故郷の鶴洞に住みながら、近辺の乫串里で家業の醸造所と漁場を経営し、巨済屈指の実業家に変身した。同時に鶴洞や一運などの地域の人々の宿願である道路の開設にも力を入れ、統営郡守が承諾を覆したにもかかわらず、陳は自分の人脈と私費を投入して古県や長承浦などに繋がる道路を開通した。
1948年には初代慶尚南道議会議員選挙に立候補し、2位を大きな票差で下して当選した。第2代慶尚南道議会議員選挙では無投票で再選し、当選後に慶尚南道議会議長を務めた。議長時代の最初の事業は巨済郡の復郡で、当時の国会議員の李采五とともに何十回もソウルに上京し、巨済郡の分離独立を成し遂げた。1958年の第4代総選挙では地元の名門の漆原尹氏の尹炳漢や岐城潘氏の潘星煥らを破れ、自由党の候補として巨済郡選挙区から国会議員に選出された。当選後は国会商工委員長を務め、第三共和国の経済発展の根幹となった商工業関連の法律の整備を主導した。しかし、1960年の4・19事件により国会が解散され、1961年7月20日に高血圧により亡くなった。
他には巨済漁業組合通常委員、慶南漁民会顧問、釜山水産物販売会社社長、慶南商工分科委員会委員、自由党慶尚南道党顧問・中央委員などを歴任した。

## 旧居
1947年に建築された巨済市東部面鶴洞里にある陳の住居は2006年9月に文化財に登録された（登録文化財第277号）。1940年代末の慶南南海岸の島嶼地方の上流階級の住居の特徴と変化像を見ることができる近代住宅という点で価値がある。